# Daejeon Korail FC
Der Daejeon Korail Football Club ist ein Fußballfranchise aus Daejeon, Südkorea. Der Verein spielt aktuell in der K3 League, der dritthöchsten Spielklasse Südkoreas.

## Namenshistorie
- 1943: Gründung als Chosen Government Railway FC (조선총독부 철도국 축구단)
- 1948: Umbenennung in Ministry of Transportation FC
- 1963: Umbenennung in National Railroad FC (철도청 축구단)
- 1995: Umbenennung in Korea Railroad FC (한국철도 축구단)
- 2004: Umbenennung in Incheon Korea Railroad FC (인천 한국철도 축구단)
- 2007: Umbenennung in Incheon Korail FC (인천 코레일 축구단)
- 2013: Umbenennung in Daejeon Korail FC (대전 한국철도)

## Erfolge
- Korea National League

Meister: 2005, 2012
Vizemeister: 2014
- Korean FA Cup

Finalist: 2019
- National League Championship

Sieger: 2013, 2015, 2018
2. Platz: 2016
- Korean National Sports Festival

Sieger: 2000, 2001, 2011
- Korean National Football Championship

2. Platz: 2000
- President’s Cup

2. Platz: 2004

## Stadion
Daejeon Korail trägt seine Heimspiele im Daejeon-Hanbat-Sports-Komplex in Daejeon aus. Das Mehrzweckstadion hat ein Fassungsvermögen vom 20.618 Personen. Eigentümer der Sportananlage ist die Stadt Daejeon.

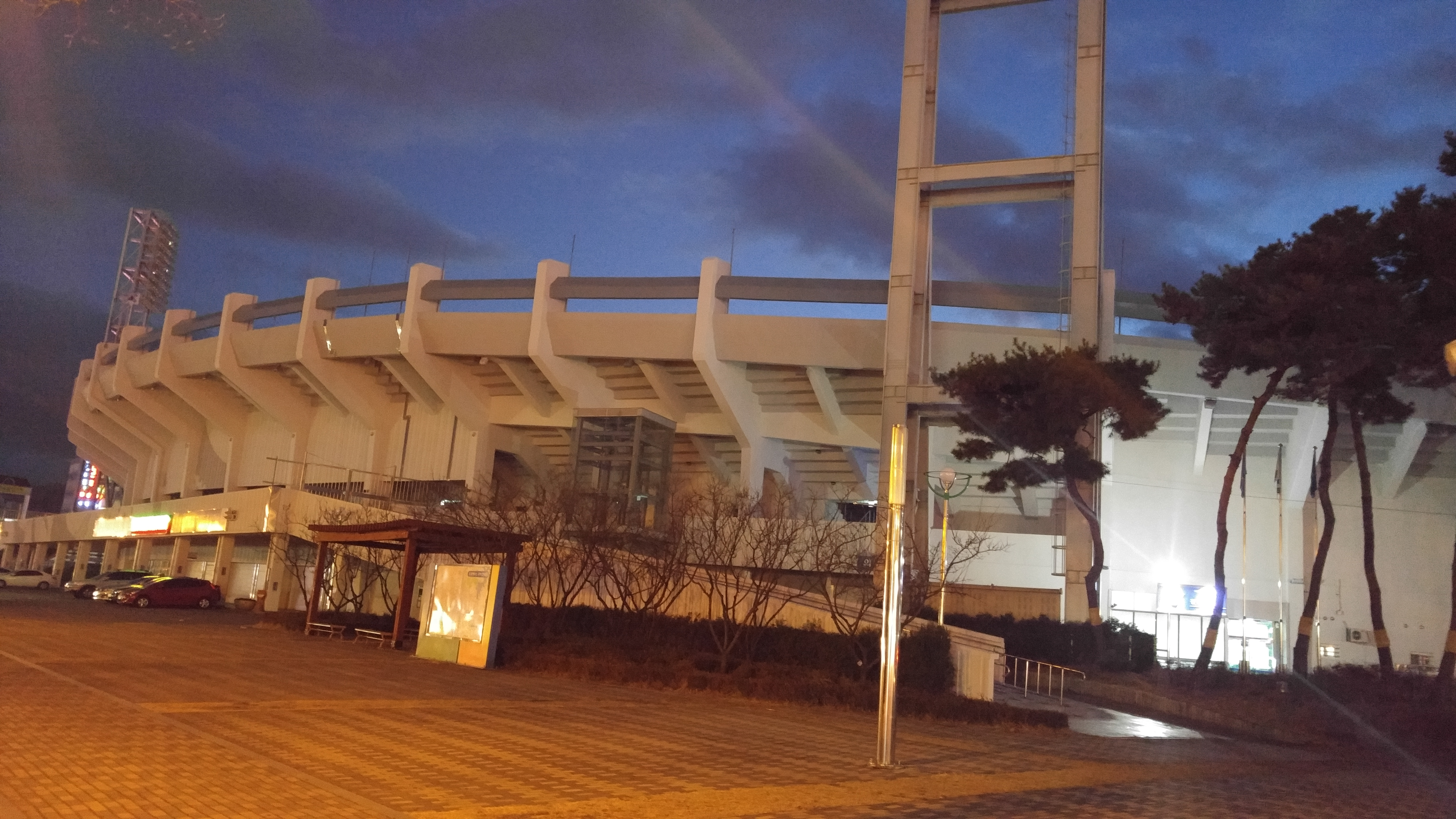
Daejeon-Hanbat-Sports-Komplex

## Trainerchronik
Stand: Mai 2021
| Trainer        | Nation   | von             | bis               |
| -------------- | -------- | --------------- | ----------------- |
| Lee Hyun-chang | Südkorea | 1. Januar 1994  | 31. Dezember 2006 |
| Kim Seung-heui | Südkorea | 1. Jannaur 2007 |                   |